# Monteroni (Ladispoli)
Monteroni, nel comune di Ladispoli, è sede di una necropoli Etrusca che ha restituito varie tombe a tumulo, con corredi di una certa importanza, come ad esempio il piattello recante il primo abecedario latino datato al III secolo a.C.
La necropoli, di pertinenza all'insediamento di Alsium, è stata utilizzata dal VII secolo a.C. alla piena età romana.
I primi e soli scavi furono effettuati da Teresa Caetani duchessa di Sermoneta nel 1839. Ad oggi non resta che un solo grande tumulo, e uno parzialmente distrutto.